# Martin I. Aragonski
Martin I Aragonski, poznan tudi kot Martin I Človeški in Martin I Starejši, je bil med letoma 1396 in 1410 kralj Aragonije, Valencije, Majorke, Korzike in grof Barcelone. Bil je tudi kralj Sicilije med letoma 1409 in 1410. Rekli so mu človeški, ker je čutil veliko strast do knjig in človeških pravic. Knjižnica Martina I je prva, ki ji lahko rečemo renesančna, če je bilo sploh pravilno uporabiti ta izraz v tistem obdobju. 

## Rojstvo in smrt
Martin I Aragonski se je rodil 29. julija leta 1356 v Gironi, in umrl v Barceloni, 31.5.1410, pri 53 letih. Razlog smrti ostaja nejasen, spekulira pa se med kugo, ki je tisti čas razsajala, uremično komo, ker je bil kraj pretežak in celo zastrupitvijo.

## Vlada na Siciliji
Kot drugi otrok Pedra IV Aragonskega in njegove tretje žene Leonore Sicilijske se je Martin poročil z Marío Luna, hčerko od gospoda Lope, leta 1372. Iz te naveze sta se rodila bodoči kralj Sicilije, Martin Mlajši (1376 - 1409) in še trije otroci: Jaime (1378), Juan (1380) in Margarita (1388). 
Leta 1375 je preminila njegova mati, po kateri je podedoval svoje pravice na Siciliji. Leta 1379 se poročita njegov sin in María Sicilijska, ki je dve leti prej, po smrti svojega očeta, podedovala sicilijski prestol. Zaradi mladoletnosti obeh se zakon ni proslavil do leta 1390. Istega leta je bil Martin I imenovan za gospoda in namestnika Sicilije. Po kronanju Marie Sicilijske in Martina Mlajšega v Palermu se je del sicilijanskega plemstva uprl novim monarhom in prisilil Martina I Starejšega v prevzem vodenja ladjevja, ki se preseli na Sicilijo, da konča upor. Medtem ko je užival v miru na otoku, ga je leta 1396 presenetila smrt brata, kralja Aragonije. Ob novici, da je umrl brez moškega nasledstva, je njegova žena María Luna prevzela prestol v njegovem imenu in sprejemala odločitve do njegove vrnitve leta 1397.

## Kraljevanje v Aragoniji
Ker se še ni končala sicilijanska vstaja, je Martin I odlašal z vrnitvijo na otok. Čete okrožja Foix so vstopile v Aragonijo, ampak so bile zaustavljene s strani zvestih čet Martina. Zaradi nestabilne situacije njegovega polotoka je bil Martin prisiljen zapustit Sicilijo leta 1397. Ob prihodu v Zaragozo je prispel pred sodišče in dve leti zatem je bil okronan. V nasprotju z bratom se je uspel spoprijateljiti z mestnimi oligarhijami, ki so bile nezadovoljne s prejšnjim kraljestvom.
Na splošno je bila to vladavina zunanjega miru. Celotno vladanje Martina I je bilo označeno kot ''zahodni razkol'', ki je razdvojeval krščanstvo že od leta 1378. 

## Problem z nasledstvom in dedovanjem
Dne 29.12.1406 je preminila kraljica María Luna. Čeprav mu je rodila štiri otroke, ni noben preživel očeta in tako ni ostalo nobenega potomca. Zadnji, ki je umrl, je bil Martin Mlajši, ki je umrl zaradi vročice leta 1409. To je prisililo Martina I, da se poroči znova, tokrat z Margarito de Prades 17. septembra istega leta. Ta zakon je bil brez otrok.
Kralj kasneje poskusi legitimirati njegovega nezakonitega vnuka, katerega je prinesel na otok, da bi ga lahko izobrazil, vendar nima dovolj politične podpore, da bi ga lahko imenoval za svojega dediča. Strokovnjaki za razrešitev vprašanja o dedovanju se niso mogli strinjati. 31.5.1410 umre Martin, brez da bi imenoval svojega dediča. To je začelo obdobje medvladja, ki je trajalo dve leti. Glede prestola so se odločali med šestimi kandidati, eden izmed katerih je bil tudi njegov nezakonit vnuk. Leta 1412 se je konflikt razrešil s kompromisom Kaspa. Kot novi kralj je bil izbran Fernando II, sin Martinove sestre Leonore Aragonske.